# Liste der Biografien/Aln
Liste der Biografien |
Portal Biografien |
Personensuche
# |
A |
B |
C |
D |
E |
F |
G |
H |
I |
J |
K |
L |
M |
N |
O |
P |
Q |
R |
S |
T |
U |
V |
W |
X |
Y |
Z |
?
 
Aa |
Ab |
Ac |
Ad |
Ae |
Af |
Ag |
Ah |
Ai |
Aj |
Ak |
Al |
Am |
An |
Ao |
Ap |
Aq |
Ar |
As |
At |
Au |
Av |
Aw |
Ax |
Ay |
Az
 
Ala |
Alb |
Alc |
Ald |
Ale |
Alf |
Alg |
Alh |
Ali |
Alj |
Alk |
All |
Alm |
Aln |
Alo |
Alp |
Alq |
Alr |
Als |
Alt |
Alu |
Alv |
Alw |
Alx |
Aly |
Alz
Die Liste der Biografien führt alle Personen auf, die in der deutschsprachigen Wikipedia einen Artikel haben. Dieses ist eine Teilliste mit 15 Einträgen von Personen, deren Namen mit den Buchstaben „Aln“ beginnt.

## Aln

### Alna
- Alnæs, Anikken Gjerde (* 1994), norwegische Skilangläuferin
- Alnæs, Eyvind (1872–1932), norwegischer Komponist
- Alnæs, Finn (1932–1991), norwegischer Schriftsteller
- Alnæs, Frode (* 1959), norwegischer Fusion- und Jazzgitarrist
- Alnar, Ferid (1906–1978), türkischer Komponist

### Alne
- Alnevik, Folke (1919–2020), schwedischer Sprinter

### Alni
- Alnıaçık, Gerçek (* 1977), türkische Schauspielerin

### Alno
- Alnor, Karl (1891–1940), deutscher Geschichtsdidaktiker und Erziehungswissenschaftler
- Alnor, Peter Christian (1920–2007), deutscher Chirurg
- Alnor, Walter (1892–1972), deutscher Landrat, NS-Gebietskommissar
- Alnoudji, Nicolas (* 1979), kamerunischer Fußballspieler
- Alnovo, Peno (1902–1937), estnischer Dichter

### Alnp
- Alnpeck, Johann Adolph von (1667–1754), königlich-polnischer und kurfürstlich-sächsischer Generalleutnant, er war der letzte Vertreter der Familie

### Alnw
- Alnwick, Ben (* 1987), englischer Fußballtorhüter
- Alnwick, Jak (* 1993), englischer Fußballspieler